# Озеречье
Озеречье (бел. Азярэчча) — посёлок в Клецком районе Минской области Республики Беларусь. Входит в состав Голынковского сельсовета.

## География
Расположен в 45 км к юго-востоку от города Барановичи, и в 25 км к юго-западу от города Клецк.

## История
Посёлок создан на основании Указа Президиума Верховного совета Республики Беларусь от 11 марта 1994 года «О названии посёлка, возникшего на территории Голынковского сельсовета Клецкого района Минской области»".
В настоящее время имеет статус закрытого военного городка, поскольку на территории посёлка дислоцируется российская войсковая часть — полевая почта 03522 и радиолокационная станция «Волга».
На территории посёлка расположены шесть домов для солдат, офицеров и прапорщиков. Также на ней расположены школа, детский сад и магазин.